# RIVA TNT 2

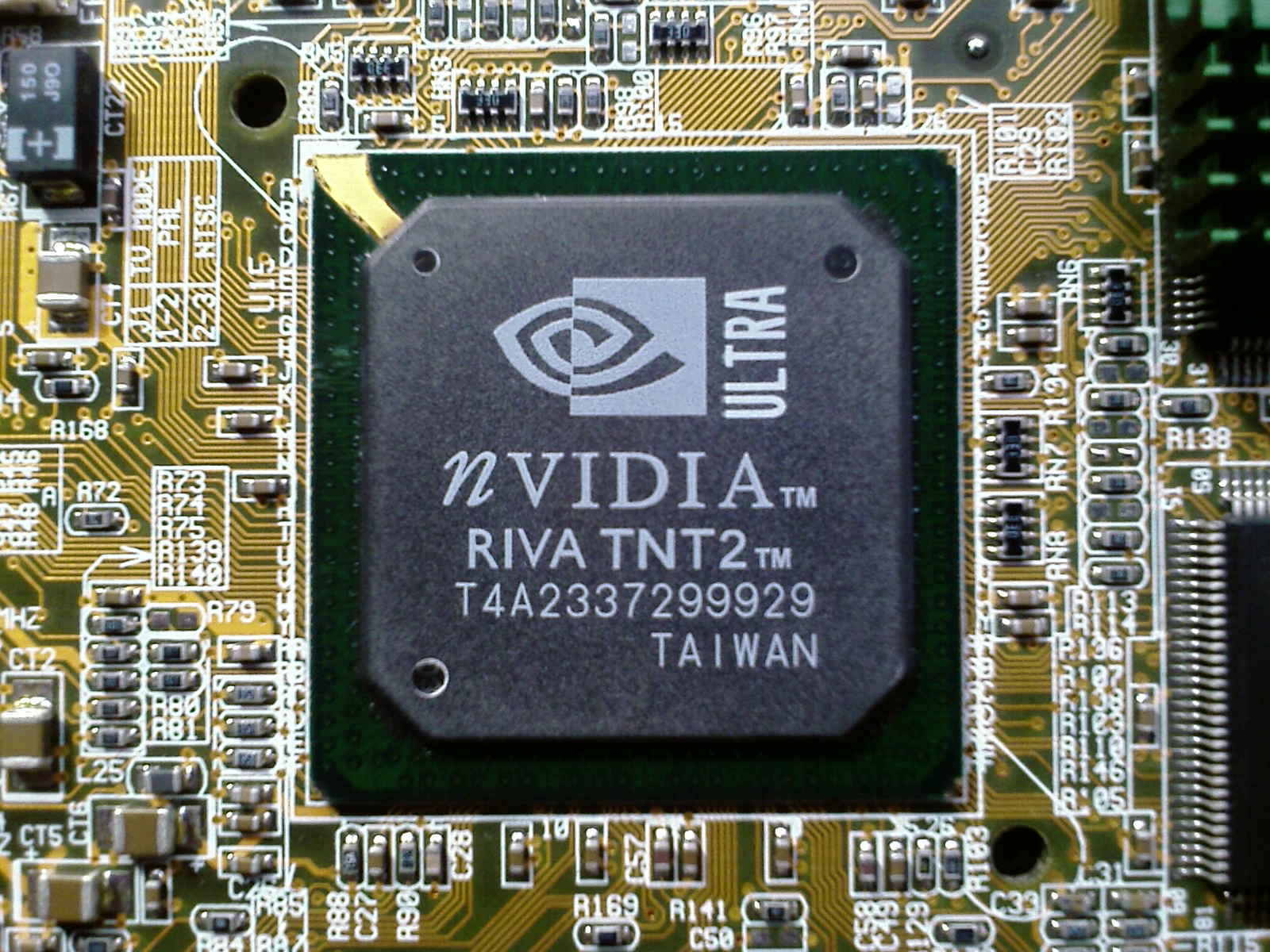
El chip NVIDIA RIVA TNT2 Ultra

La RIVA TNT2 fue una unidad de procesamiento gráfico fabricado por Nvidia a partir de principios de 1999. El chip es el nombre en código "NV5" porque es el quinto diseño de chips gráficos de Nvidia, sucediendo al RIVA TNT (NV4). RIVA es un acrónimo de trazado de rayos interactivos en tiempo real de vídeo y acelerador de animación. El sufijo "TNT" refiere a la capacidad del chip para trabajar en dos texels a la vez (TwiN Texel). Nvidia eliminó RIVA del nombre del chip más adelante de por vida.

## Información
El núcleo TNT2 es casi idéntica a su predecesora, la RIVA TNT, sin embargo las actualizaciones incluidas: Soporte para AGP 4X , hasta 32 MB de VRAM, y un proceso de fabricación de semiconductores retráctil de 0,35 micras a 0,25 micras. Fue el proceso de contracción que permitió mejorar las velocidades de reloj (de 90 MHz a 150 + MHz), que es donde la mejora sustancial de rendimiento de procedencia.
El TNT2 ofrece una mayor calidad de conjunto de funciones que algunos de sus competidores, por primera vez por el TNT RIVA, como soporte para el color verdadero (32 Bits por Pixel) en 3D y soporte para más de 2048 × 2048 pixeles. La competencia RIVA TNT2 incluyó la Voodoo2, 3dfx Voodoo3, el Matrox G400, y la ATI Rage 128. 
Una versión de bajo coste, conocido como el TNT2 M64, fue producido con la interfaz de memoria reducida de 128-bits a 64 bits. A veces, estas fueron etiquetadas como "Vanta", continuando con el nombre Vanta comenzó con un producto orientado al valor RIVA TNT-based. Este chipset superó a las RIVA TNT más antiguas, mientras que era menos costoso de producir. Resultaron muy populares en el mercado OEM, ya que la mayoría de los consumidores simplemente asumieron que todas las tarjetas TNT2 eran las mismas.

## Comparación

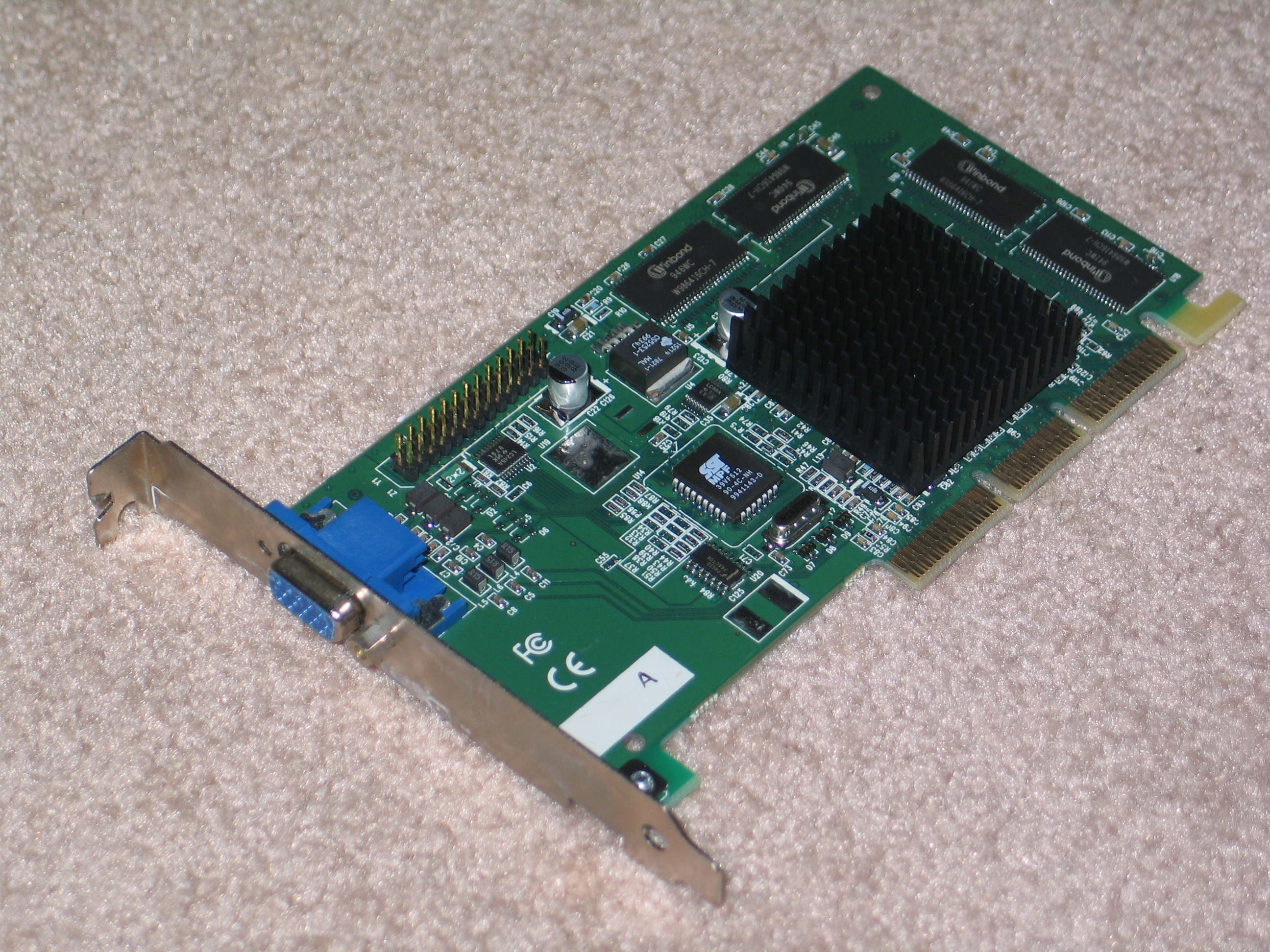
RIVA TNT2 con 32MB de VRAM

El principal competidor de la TNT2 fue el 3dfx Voodoo3. Lo que le faltaba a Voodoo3 en comparación con el TNT2 fue el soporte de color de 32-bit. Este fue el principal argumento de venta de la TNT2, mientras que el principal punto de venta de la Voodoo3 fue la ventaja de velocidad que a menudo tenía sobre la TNT2. El 3dfx Glide API seguía siendo popular en este momento, y se realizan con frecuencia mejor que renderizadores alternativos (como Direct3D y OpenGL). Algunos juegos también todavía tenía características exclusivas en 3D cuando se utiliza con Glide, incluyendo Wing Commander: Prophecy. 
En cuanto a la profundidad de color de 32-bit 3D, tarjetas Voodoo3 hagan internamente en 32 bits de precisión, pero la imagen final es de 16-bit. A continuación, utilizan un filtro de correo en el RAMDAC de cambiar a una producción equivalente a 22-bits que se encuentra cerca de la calidad a 32-bits de color sin exigencias de hardware de 32-bit de la representación. Si bien 16-bit de salida Voodoo3 es superior a 16-bit de salida de TNT2, carece de soporte completo de 32-bit de color. Era muy difícil de captar esta imagen de 22 bits, ya que fue procesado por el CAD, no por el hardware 3D de 16-bit. Captura de pantalla del programa del uso de este dispositivo y por lo tanto no refleja la imagen de 22-bits. Debe ser capturado en la salida VGA. Por ello, muchas comparaciones de calidad entre TNT2 y Voodoo3 en color de 16-bit en lo que se refiere la calidad la TNT2 en color de 16-bit están cerca de la Voodoo3 cuando en realidad la calidad de la Voodoo3 en color de 16-bit se acercó a la calidad TNT2 en color de 32-bit. 
La Voodoo3 y TNT2 también difieren en que la Voodoo3 tiene una línea única de doble textura (1x2), mientras que el TNT2 tiene dos tuberías de un solo texturizado (2x1). Esto significa que en los juegos que sólo ponga una textura única en una cara polígono a la vez, la TNT2 puede ser más eficiente y más rápido. Sin embargo, cuando se puso en marcha TNT2, de un solo texturas ya no se utilizaba en la mayoría de los nuevos juegos. 
La RIVA TNT2 todavía podría ser superado por dos Voodoo2 de 3dfx se ejecuta en modo SLI.
- Datos: Q1028827
- Multimedia: Nvidia Riva TNT2 series video cards / Q1028827